# Conseil départemental de la Loire
Le conseil départemental de la Loire est l'assemblée délibérante du département français de la Loire, collectivité territoriale décentralisée.
Jusqu'en 2015, il portait le nom de conseil général de la Loire.

## Description
Il est composé de 42 conseillers, le conseil départemental succède en 2015 au conseil général, institué en 1800.
Son siège se situe à l'Hôtel du Département au 2 rue Charles de Gaulle à Saint-Étienne.
La Loire compte 326 communes, 21 cantons et 3 arrondissements : Saint-Étienne, Montbrison et Roanne.

## Le président

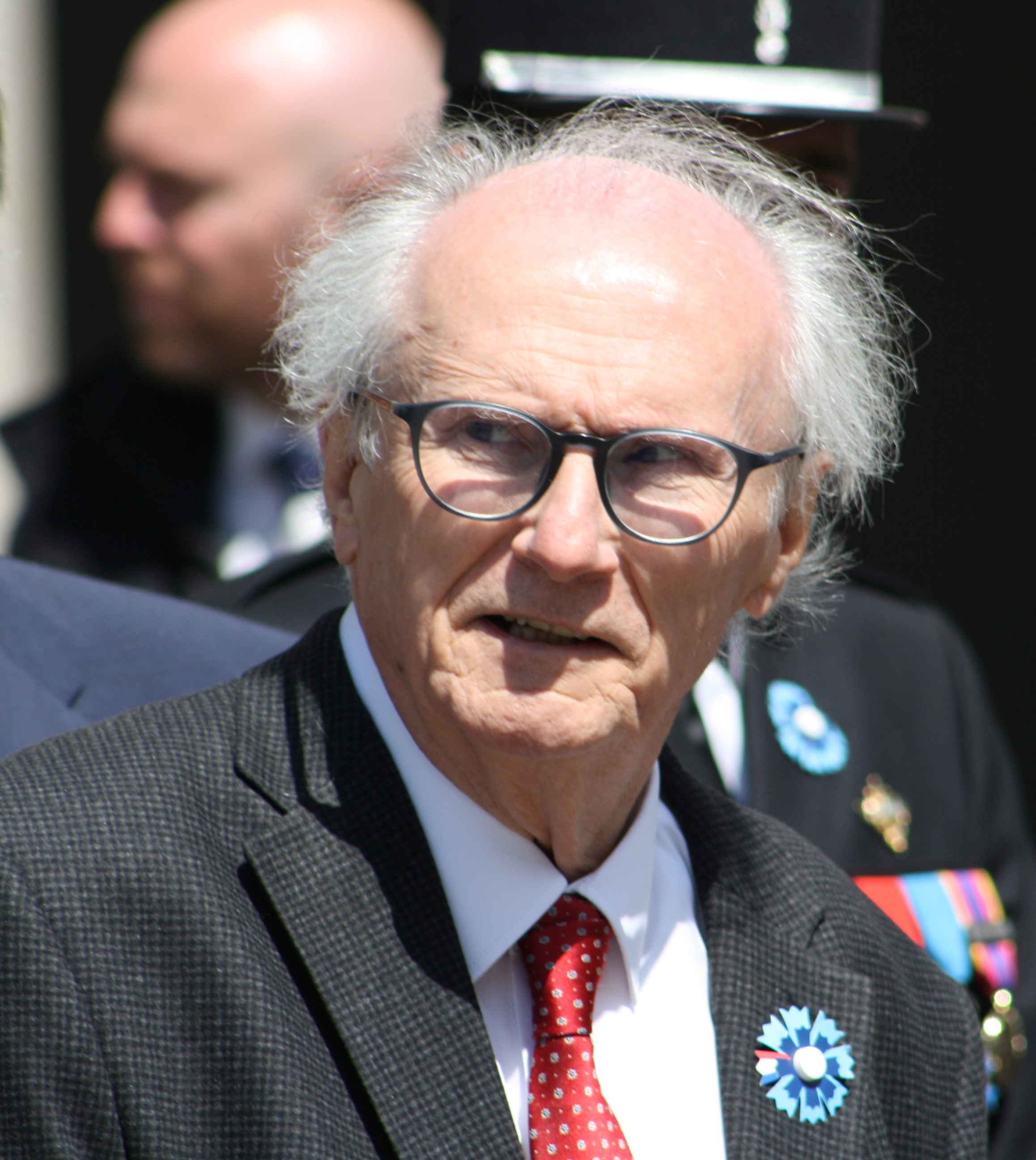
Georges Ziegler en mai 2024.

Le président du conseil départemental de la Loire est Georges Ziegler, conseiller départemental du canton de Saint-Étienne-1, élu le 16 octobre 2017.

### Liste des présidents depuis 1800
- 1800-1802 : Jean-François Michon du Marais
- 1802-1804 : Jean-Claude Chovet de la Chance
- 1804-1805 : Jean-François Michon du Marais
- 1805-1807 : Claude-Antoine Pupier de Brioude
- 1807-1808 : Jean-François Michon du Marais
- 1808-1809 : Jacques-Just du Bessey de Contenson
- 1809-1810 : Claude-Antoine Pupier de Brioude
- 1810-1811 : Jean-François Michon du Marais
- 1811-1813 : Claude-Antoine Pupier de Brioude
- 1813-1814 : Jacques-Just du Bessey de Contenson
- 1814-1815 : Just-Antoine-Henry-Marie-Germain de Rostaing
- 1815-1816 : Charles-Adrien Meaudre
- 1816-1817 : Antoine Courbon de Saint-Genest
- 1817-1820 : Damien Battant de Pommerol
- 1820-1821 : Marc Louis de Tardy
- 1821-1823 : Damien Battant de Pommerol
- 1823-1824 : Marc Louis de Tardy
- 1824-1825 : Claude de Fournas
- 1825-1828 : Marc Louis de Tardy
- 1828-1831 : Vicomte du Rozet
- 1831-1832 : Comte François de Bastard
- 1832-1833 : M. Montanier
- 1833-1834 : Étienne Peyret-Lallier
- 1834-1840 : Comte François de Bastard
- 1840-1841 : Joseph Alcock
- 1841-1842 : Hippolyte Royer
- 1842-1843 : Pierre Désiré Antoine Lachèze
- 1843-1844 : Joseph Alcock
- 1844-1845 : Étienne Peyret-Lallier
- 1845-1846 : Jean-Joseph d'Assier
- 1846-1847 : Joseph Alcock
- 1847-1848 : Victor Dugas
- 1848-1849 : Pierre Désiré Antoine Lachèze
- 1849-1850 : Camille Meaudre
- 1850-1852 : Nicolas Heurtier
- 1852-1857 : Charles-Wangel Bret
- 1857-1870 : Victor de Persigny
- 1870-1872 : Pierre-Frédéric Dorian
- 1872-1873 : Charles Cherpin
- 1873-1877 : Lucien Bouchetal-Laroche
- 1877-1880 : Charles Cherpin
- 1880-1889 : Émile Reymond
- 1889-1894 : Étienne Brossard
- 1895-1902 : Honoré Audiffred
- 1902-1917 : Gabriel Réal
- 1917-1919 : Jean Morel
- 1919-1921 : Albert Boël
- 1921-1931 : Antoine Durafour
- 1931-1934 : Fernand Merlin
- 1934-1940 : Jean Neyret
- 1945-1949 : Aimé Malécot
- 1949-1979 : Antoine Pinay
- 1979-1994 : Lucien Neuwirth
- 1994-2008 : Pascal Clément
- 2008-2017 : Bernard Bonne
- Depuis 2017 : Georges Ziegler

## Les vice-présidents[2]
(octobre 2024).
En 2025,
- 1er vice-président : Clotilde Robin (LR)
- 2e vice-président :  Jean-Yves Bonnefoy (DVD)
- 3e vice-président : Véronique Chaverot (LR)
- 4e vice-présidente : Jérémie Lacroix (DVD)
- 5e vice-président : Séverine Reynaud
- 6e vice-président : Eric Lardon
- 7e vice-président : Nadia Semache
- 8e vice-président : Daniel Fréchet (DVD)
- 9e vice-président :  Chantal Brosse
- 10e vice-président : Julien Luya
- 11e vice-président : Corinne Besson-Fayolle
- 12e vice-président : Yves Partrat

## Composition
Le département de la Loire comprend 42 conseillers départementaux issus des 21 cantons de la Loire.
| Président du Conseil départemental   |       |       |      |                     |
| Georges Ziegler (LR)                 |       |       |      |                     |
| Parti                                | Sigle | Sigle | Élus | Groupes             |
| Majorité (36 sièges)                 |       |       |      |                     |
| Divers droite                        |       | DVD   | 21   | Union pour la Loire |
| Les Républicains                     |       | LR    | 12   | Union pour la Loire |
| Union des démocrates et indépendants |       | UDI   | 1    | Union pour la Loire |
| Divers centre                        |       | DVC   | 1    | Union pour la Loire |
| Divers gauche                        |       | DVG   | 1    | Non-inscrite        |
| Opposition (6 sièges)                |       |       |      |                     |
| Parti socialiste                     |       | PS    | 4    | Loire Solidaire     |
| Génération.s                         |       | G.s   | 1    | Loire Solidaire     |
| Europe Écologie Les Verts            |       | EÉLV  | 1    | Loire Solidaire     |

## La commission permanente
- 13e membre de la commission permanente : Bernard Philibert (UDI)
- 14e membre de la commission permanente : Marianne Darfeuille (DVD)
- 15e membre de la commission permanente : Paul Celle (UDI)
- 16e membre de la commission permanente : Corinne Besson-Fayolle (DVD)
- 17e membre de la commission permanente : Jean-Claude Charvin (DVD)
- 18e membre de la commission permanente : Alexandra Ribeiro Custodio (LR)
- 19e membre de la commission permanente : Sylvain Dardoullier (DVD)
- 20e membre de la commission permanente : Colette Ferrand (DVD)
- 21e membre de la commission permanente : Bernard Bonne (DVD)
- 22e membre de la commission permanente : Valerie Peysselon (DVD)
- 23e membre de la commission permanente : Pierre-Jean Rochette (DVD)
- 24e membre de la commission permanente : Fabienne Perrin (LR)
- 25e membre de la commission permanente : Pierre Véricel (DVD)
- 26e membre de la commission permanente : Séverine Reynaud (DVD)
- 27e membre de la commission permanente : Jean Bartholin (DVG)
- 28e membre de la commission permanente : Clotilde Robin (DVD)
- 29e membre de la commission permanente : Pierrick Courbon (PS)
- 30e membre de la commission permanente : Violette Auberger (FG)
- 31e membre de la commission permanente : Joseph Ferrara (PS)
- 32e membre de la commission permanente : Arlette Bernard (PS)
- 33e membre de la commission permanente : Régis Juanico (PS)
- 34e membre de la commission permanente : Nathalie Desa-Ferriol (FG)
- 35e membre de la commission permanente : Jean-Jacques Ladet (PS)
- 36e membre de la commission permanente : Brigitte Dumoulin (DVG)
- 37e membre de la commission permanente : Éric Michaud (PS)
- 38e membre de la commission permanente : Nadia Semache (PS)
- 39e membre de la commission permanente : Marc Petit (FG)
- 40e membre de la commission permanente : Pascale Vialle-Dutel (DVG)
- 41e membre de la commission permanente : Marie-Michelle Vialleton (EELV)

## Budget
- 2025 : 915.9 millions d'euros

## Historique

### Loi du 2 mars 1982: Acte I de la décentralisation
Le département assure à partir de la Loi dite de décentralisation de 1982 sa propre administration :
- Le conseil général : une assemblée délibérante.
- Le président du conseil général : l'exécutif de l'institution.

Les transferts de compétences de l'État vers le conseil général s'accompagnent d'un transfert de responsabilités :
- 1983 : aménagement rural et remembrement.
- 1984 : action sociale, santé et transports scolaires.
- 1985 : transports non urbains.
- 1986 : collèges, culture, archives, lecture publique.
- 1987 : voirie.

### Loi du 13 août 2004: Acte II de la décentralisation
- 2004 : Loi n°2004-809 du 13 août 2004 relative aux libertés et responsabilités locales : transfert des compétences notamment pour les collèges et les routes.

- 2005 :
  - Collèges : transfert du personnel ATES (Agent Technicien des Établissements Scolaires).
  - Social : transfert total du RMI (aujourd'hui RSA (Revenu de Solidarité Active)).
  - Environnement : plan départemental d'élimination des déchets et assimilés.

- 2006 :
  - Infrastructures : gestion des routes nationales, transfert du personnel DDE (Direction Départementale de l'Équipement).

## Identité visuelle

Logo du conseil général la Loire jusqu'au 3 avril 2015.
Logo du conseil départemental la Loire depuis le 3 avril 2015.